# Штрпце
Штрпце (алб. Shtërpce) је насељено место и седиште истоимене општине у Србији, које се налази у јужном делу Косова и Метохије и припада Косовском управном округу. Према попису из 2024. био је 2.431 становник.
Атар насеља се налази на територији катастарске општине Штрпце површине 3530 ha. После укидања (31. децембра 1965. године), Скупштина Општине Штрпце поново је формирана 10. августа 1988. године. Севце, Врбештица, Брезовица, Јажинце, Штрпце, Беревце и још десет села чине Сиринићку жупу.
У месту се налази Црква светог Николе, подигнута 1576/77. године, која је под заштитом Републике Србије, као споменик културе од изузетног значаја, у склопу споменичке целине Цркве Сиринићке жупе.

## Географија
Штрпце се налази у Сиринићкој жупи, а кроз насеље протиче река Лепенац. На територије општине Штрпце налази се ски-центар Брезовица. Део општинске територије налази се у саставу територије националног парка Шар планина, једног од пет националних паркова у Републици Србији.

## Историја
У састав српске средњовековне државе, Сиринићка жупа је ушла почетком 13. века, у време Стефана Првовенчаног. У Сиринићкој жупи, у средњем веку постојала су два града — (на месту данашњег села Врбештица-Грчки град) и Чајлије (турски чајлије=остаци тврђаве, близу Брезовице). Први, најстарији досад откривени помен Сиринићке жупе налази се на једном јеванђељу из 13. века писаног на пергаменту које се данас чува у Националној библиотеци у Паризу. Други помен Сиринића подстиче из 1331. године, ради се о повељи краља Стефана Душана, издатој у пиргу манастира Хиландара, из које се види да је Сиринићка жупа и раније била метох манастира Хиландара.
По турском попису из 1455. године у селу је било 65 српских домаћинстава. Месна црква светог Николе је саграђена и живописана 1576/77. године. Сачуван је фреско-натпис на коме је побројано девет ктитора на челу са сеоским попом. Источно од насеља се налази црква светог Јована Крститеља, која је подигнута 1911. године на темељима неке старије цркве. У насељу је очувано и старо српско гробље.
Историја Сиринића све до турских освајања била је уско повезана са светогорским манастиром. Назив Сиринић (као и планина Млечно) јасно говоре да се становништво жупе највише бавило сточарством. Отомански пописи из 16. века показују да у жупи у то време нема албанских насеља, већ да су сва искључиво српска.
Место је једно од најлепших у Приштинској кази у којем 1900. године има 160 српских кућа. Пружа се уз реку Миљоштицу, а куће су ниске и мрачне покривене трском. Село је подељено на 10 махала, које су једна уз другу, а има три извора добре пијаће воде. На сред села је широк простор звани "Улица", где се мештани скупљају ради договора. До те улице је двоспратна школска зграда подигнута 1885. године. На горњем спрату су велика, светла учионица, соба за учитеља, друга соба за ствари и чардак. Испод, на првом спрату су кухиња, штала и сеник - ту може становати цела породица. Око школе су пространо двориште и башта за учење деце повртарству. Најзаслужнији за отварање школе били су парох, поп Стојан Поповић и трговац Јанићије Стојановић. До 1900. године ту су радили следећи учитељи: Антоније Никшић родом из Сретачке жупе (1886-1892), Манојло Лазаревић родом из Призрена (1892-1893), Трико Стојановић родом из Тетова (1894), Марко Синадиновић родом из Призрена (1894), Манојло Чемерикић родом из Призрена (1894-1896) и Владимир Поповић родом из Сиринићке жупе (од 1896. до 1900). Према броју кућа има мало ђака, а због немаштине.
У српској основној школи славила се школска слава Св. Сава. Године 1900. чинодејствовао је у цркви и школи поп Стојан Поповић, а светосавску беседу изговорио месни учитељ.

## Демографија
Према попису из 1981. године место је било већински насељено Србима. Након рата 1999. године већина Срба није напуштала Штрпце.
| Етнички састав према попису из 1981.‍ | Етнички састав према попису из 1981.‍ | Етнички састав према попису из 1981.‍ | Етнички састав према попису из 1981.‍ | Етнички састав према попису из 1981.‍ |
| ------------------------------------ | ------------------------------------ | ------------------------------------ | ------------------------------------ | ------------------------------------ |
|                                      |                                      |                                      |                                      |                                      |
| Срби                                 | Срби                                 |                                      | 1.911                                | 97,2%                                |
| Роми                                 | Роми                                 |                                      | 14                                   | 0,7%                                 |
| Југословени                          | Југословени                          |                                      | 8                                    | 0,4%                                 |
| Хрвати                               | Хрвати                               |                                      | 7                                    | 0,4%                                 |
| Црногорци                            | Црногорци                            |                                      | 7                                    | 0,4%                                 |
| Укупно: 1.966                        |                                      |                                      |                                      |                                      |

| Етнички састав према попису из 2011.‍ | Етнички састав према попису из 2011.‍ | Етнички састав према попису из 2011.‍ | Етнички састав према попису из 2011.‍ | Етнички састав према попису из 2011.‍ |
| ------------------------------------ | ------------------------------------ | ------------------------------------ | ------------------------------------ | ------------------------------------ |
|                                      |                                      |                                      |                                      |                                      |
| Срби                                 | Срби                                 |                                      | 1.211                                | 95,7%                                |
| Роми                                 | Роми                                 |                                      | 24                                   | 1,9%                                 |
| Албанци                              | Албанци                              |                                      | 17                                   | 1,3%                                 |
| Укупно: 1.265                        |                                      |                                      |                                      |                                      |

- Срби су делимично бојкотовали попис па тачан број није познат

Број становника на пописима:
|             | \| Демографија[6] \| Демографија[6] \| Демографија[6] \| \| Година \| Становника \| Становника \| \| -------------- \| -------------- \| -------------- \| \| 1948. \| 1.630 \| \| \| 1953. \| 1.714 \| \| \| 1961. \| 1.812 \| \| \| 1971. \| 1.947 \| \| \| 1981. \| 1.966 \| \| \| 1991. \| 2.200 \| \| |            |
| Демографија | |            |
| Година      | Становника | Становника |
| 1948.       | 1.630 |            |
| 1953.       | 1.714 |            |
| 1961.       | 1.812 |            |
| 1971.       | 1.947 |            |
| 1981.       | 1.966 |            |
| 1991.       | 2.200 |            |

### Порекло становништва
У Штрпцу су 1938. године живели родови:
- Рачићевићи (8 кућа, Св. Петка), староседеоци.
- Ђаконовчевићи (4 кућа, Св. Јован), староседеоци.
- Крстићићи (23 куће, Св. Никола), стари досељеници непознатог порекла.
- Власачевићи (4 кућа, Св. Никола), стари досељеници непознатог порекла.
- Градоћевићи (5 кућа, Св. Никола), стари досељеници из околине Призрена. Из Штрпца су касније побегли у Неготин и Зајечар због крвне освете, а лозу им је наставила невеста која је у то време била са дететом у роду у Севцу
- Печиноћевићи (16 кућа, Св. Никола) су потомци претка Ђуре. Стари су досељеници из околине Пљеваља, одатле су се доселили у околини Пећи. У околини Пећи задржали су се краће време, а затим се преселили у Мушутиште код Суве Реке. После краћег времена одатле су се иселили и прешли у Ђуринце (заселак села Беревца, по коме је заселак добио име). Ђурин најстарији син оженио се девојком из Штрпца која није имала браће и прешао да живи код њеног оца. После његове смрти наследио је и славу Светог Јована, али своју славу Никољдан није остављао, тако да и сада и његови потомци славе обе славе.
- Бошкоћевићи (10 кућа, Св. Арханђео), преци им се доселили из околине Берана у Подримљу у Метохији, а одатле се доселили крајем 18. века у Штрпце, због крвне освете.
- Љубићи (10 кућа, Св. Варвара), досељени крајем 18. века из Горе.
- Кецићи (22 кућа, Св. Петка), досељени крајем 18. века из околине Пећи.
- Николчевићи (15 кућа, Св. Стефан), досељени крајем 18. века из Гусиња. Чувају предање да им се брат претка који се доселио у Штрпце, населио у околини Качаника, а касније прешао у ислам.
- Мрђинци (18 кућа, Св. Никола), досељени крајем 18. века из Полошке области.
- Чаначевићи (12 кућа, Св. Арханђео), досељени крајем 18. века из Полошке области.
- Давидовићи (13 кућа, Св. Арханђео), досељени у почетку 19. века из Слатине код Качаника.
- Реџићи (21 кућа, Св. Никола), досељени у почетку 19. века из Полошке области.
- Грбићи (5 кућа, Св. Никола), досељени у почетку 19. века Полошке области.
- Доганџићи (14 кућа, Св. Никола), досељени у почетку 19. века из околине Гостивара.
- Тирићи (6 кућа, Св. Никола), пресељени из Виче око 1840. године, даља старина им је непозната.[8]